# Abū ʿAbd Allāh Yaʿīsh al-Umawī
Abū ʿAbd Allāh Yaʿīsh ibn Ibrāhīm ibn Yūsuf ibn Simāk al-Andalusī al-Umawī (in arabo أبو عبد الله يعيش بن إبراهيم بن يوسف بن سماك الأموي الأندلسي‎?; al-Andalus, ... – Damasco, 1489) è stato un matematico arabo andaluso.
Comunemente ricordato come al-Umawī, fu uno scienziato arabo-andaluso, attivo nel XIV secolo.

## Opere
- Marāsim al-intisāb fī ʿilm al-ḥisāb ("Sulle regole e i procedimenti matematici"), del 1373.
- Rafʿ al-ishkāl fī masāḥa al-ashkāl (lavoro di metrologia).